# Johann Brunetti
Johann Brunetti (auch Johannes Brunetti; Jan Brunetti; italienisch Giovanni Brunetti; * 1646 in Massa, Provinz Massa-Carrara; † 28. März 1703 in Neisse, Fürstentum Neisse) war Titularbischof von Lacedaemonia sowie Weihbischof, Generalvikar und Offizial in Breslau. Nach dem 13. November 1700 war er zudem Regierungspräsident des bischöflichen Fürstentums Neisse.

## Leben
Seine Eltern waren Lazarus Brunetti und Clelia, geborene Guerra. Johann studierte von 1666 bis 1668 Rechtswissenschaften an der Sapienza in Rom, das er aus gesundheitlichen Gründen verlassen musste. Er setzte sein Studium in Wien fort, wo er am 22. April 1669 vom Apostolischen Nuntius Pignatelli, dem späteren Papst Innozenz XII. die Tonsur erhielt und am 26. November d. J. ein Kanonikat an der Breslauer Kathedrale zugewiesen bekam. Am 20. März 1670 beendete er sein Studium an der Universität Krakau mit der Promotion zum Doktor der Rechte. Am 5. April 1670 erteilte ihm der Breslauer Weihbischof Karl Franz Neander von Petersheide in Neisse die Niedere Weihe. Als er seine Breslauer Pfründe in Besitz nehmen wollte, kam es zu Schwierigkeiten mit dem Breslauer Domkapitel, die erst Anfang 1672 mit Hilfe des Breslauer Bischofs Sebastian von Rostock und der Sodalität Mariä Verkündigung, deren Mitglied er geworden war, beseitigt werden konnten. Am 23. Dezember 1673 wurde er von Weihbischof Neander im Breslauer Dom zum Priester geweiht und zunächst als Geistlicher Rat in bischöflichen Diensten eingesetzt. 1677 erhielt er ein Kanonikat am Glogauer Kollegiatkapitel, auf das sein älterer Bruder Johann Jakob verzichtet hatte. 1680 wurde er zum Apostolischen Protonotar befördert. 
Nach der Wahl des Bischofs Franz Ludwig von Pfalz-Neuburg 1683 übertrug dieser Johann Brunetti wichtige Positionen. Da Weihbischof Neander in Neisse residierte, war Brunetti sein Breslauer Stellvertreter im Amt des Offizials. 1684 erhielt er ein zusätzliches Kanonikat am Breslauer Kreuzstift. 1691 wurde er zusammen mit seinem Bruder Johann Jakob Brunetti, der ebenfalls hohe kirchliche Würden erlangt hatte und seinem Neffen Lazarus Ambrosius Brunetti vom böhmischen König, Kaiser Leopold I., in den böhmischen Ritterstand erhoben. 
Nach dem Tod Neanders 1693 folgte Johann Brunetti diesem im Amt des Weihbischofs. Die päpstliche Bestätigung erfolgte am 17. September 1693 und am 5. Oktober d. J. erhielt er das Titularbistum Lacedaemonia. Schon bald kam es zu Auseinandersetzungen mit dem Domkapitel um die Rangordnung, mit der verschiedene Privilegien verbunden waren. 1698 wurde er vom Bischof zum Kaiser nach Wien gesandt, wo er wegen der Übergabe der protestantischen Liegnitzer Schlosskirche an die Jesuiten verhandeln sollte. Nach der Rückkehr aus Wien wurde er vom Domkapitel zum Prokurator des Johanneshospitals für arme Schüler gewählt. In dieser Position setzte er sich für die Restaurierung der Neumarkter Propsteikirche ein, die zu den Gütern des Hospitals gehörte. Nach der Fertigstellung wurde die Kirche von ihm am 21. Oktober 1700 geweiht. Zudem errichtete er an ihr eine Stiftung, aus der an allen Samstagen und Marienfesten zelebriert und die Lauretanische Litanei gesungen werden sollte.
Aus seiner Pontifikaltätigkeit sind u. a. viele Priester- sowie mehrere Abts- und Prälatenweihen bekannt. Neben zahlreichen Altären, Kelchen und Glocken weihte er am 6. September 1694 die Ottmachauer Pfarrkirche.
Nach dem Tod des Kanonikers Karl von Butschky am 13. November 1700 folgte er diesem als Regierungspräsident von Neisse. Danach residierte er in Neisse, wo er am 28. März 1703 verstarb. Sein Leichnam wurde in der von seinem Bruder Johann Jakob erbauten Sakramentskapelle im Breslauer Dom beigesetzt. Sein Neffe und Erbe Freiherr Lazarus Ambrosius von Brunetti, der kaiserlicher Geheimrat und Oberamtskanzler von Schlesien war, errichtete ihm dort ein Denkmal aus schwarzem Marmor.